# Maria Åkerblom
Ida Maria Åkerblom, född 14 september 1898 i Snappertuna, död 25 februari 1981 i Helsingfors, var en känd ledare för en väckelserörelse, Åkerblomrörelsen, och en sömnpredikant. 
Maria Åkerblom föddes i en backstugufamilj i Snappertuna nära Ekenäs. Hon började som fjortonåring se profetior i sömnen och predikade om världens slut. Under 1920-talet verkade hon främst i Karlebytrakten, bland annat i Terjärv och Nedervetil, men predikade också i Helsingfors. I de instabila tiderna fick hon en stor anhängarskara som litade blint på henne. Hennes predikoförmåga ansågs exceptionell, trots att hon inte var ensam om att predika i sömnen. 
Maria Åkerblom var en omstridd person och på sin tid en kändis som tidningarna skrev om. Hennes svårigheter började då hon åtalades för att ha misshandlat en dräng. Senare åtalades för hon för att ha skjutit mot sina förföljare, men hennes anhängare vittnade alltid i hennes favör. Hon placerades på mentalsjukhus och satt fängslad ett flertal gånger, men lyckades fly, till och med genom att hoppa från ett tåg i rörelse.  
Då hon tjänat sitt fängelsestraff bosatte hon sig i Mejlans i Helsingfors och levde ett stillsamt liv som affärskvinna. Hon var också en känd hunduppfödare. Hon är begraven på Furumo i Vanda.